# Chlorota angulicollis
Chlorota angulicollis är en skalbaggsart som beskrevs av Ohaus 1934. Chlorota angulicollis ingår i släktet Chlorota och familjen Rutelidae. Inga underarter finns listade i Catalogue of Life.